# M. C. E. van Schoor
Marthinus Cornelis Ellnarius van Schoor (* 24. November 1920 in Bloemfontein; † 25. Juli 2009 in Kleinmond) war ein südafrikanischer Historiker burischer Herkunft.
Nach einer kurzen Karriere als Archivar und Lehrer wurde MCE van Schoor 1956 Geschichtsdozent an der Universität des Freistaates. Mit anderen begründete er im Jahr 1965 die South African Historical Society. Von 1969 bis 1978 gab er das South African Historical Journal heraus.
Seine Spezialgebiete waren der Zweite Burenkrieg und die Maritz-Rebellion; er schrieb Biographien über J.D. Kestell, General C.R. de Wet und M.T. Steyn.

## Veröffentlichungen (Auswahl)
- ‘n Pleidooi vir Kontemporêre Geskiedenis. In: South African Historical Journal. Band 1, Nr. 1, November 1969, S. 81–100, doi:10.1080/02582476908671467.
- Louis Botha op die Natalse front. In: Kleio. Band 3, Nr. 2, Oktober 1971, S. 39–40, doi:10.1080/00232087185310161.
- “Kleio, hulle gee ons klippe vir brood …” In: South African Historical Journal. Band 11, Nr. 1, November 1979, S. 1–11, doi:10.1080/02582477908671539.